# Minucia centralis
Minucia centralis är en fjärilsart som beskrevs av Chalmers-hunt 1961. Minucia centralis ingår i släktet Minucia och familjen nattflyn. Inga underarter finns listade i Catalogue of Life.